# 福羽恩蔵
福羽 恩蔵（ふくば　おんぞう、明治2年（1869年）- 没年不詳）は、日本の園芸家。造園家。
東京生まれ。父は福羽美静、兄は福羽逸人。福羽発三は甥。
1891年（明治24年）内匠寮場所仕雇となり、翌年御料局園手となるが、1894年（明治27年）に辞任。イギリスに渡り園芸の調査を行い1897年（明治30年）帰国、同年新宿御苑詰となる。
1904年（明治37年）内苑局技手となり、1908年（明治41年）の官制改正で内苑寮技手。1911年（明治44年）に内苑寮技師、1914年（大正3年）宮内技師となり、1919年（大正8年）に退官する。